# Medida cautelar

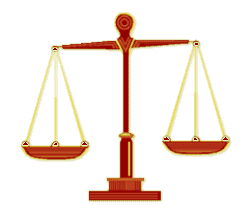
Balanza como símbolo de la justicia ponderada.

Las medidas cautelares son las dictadas mediante resoluciones judiciales, con el fin de asegurar, conservar o anticipar la efectividad de la resolución estimatoria que pueda dictarse en el curso de un proceso judicial considerado principal, de modo que cierto derecho podrá ser hecho efectivo en el caso de un litigio en el que se reconozca la existencia y legitimidad de tal derecho. Las medidas cautelares no implican un prejuicio respecto de la existencia de un derecho en un proceso, pero sí la adopción de medidas judiciales tendentes a hacer efectivo el derecho que finalmente sea reconocido.
Por tanto, son todas aquellas actuaciones o decisiones que, sin prejuzgar del resultado final, de contenido positivo o negativo, que un órgano de la Administración Pública o un juez o magistrado del poder judicial, puede adoptar para que las resultas de la resolución administrativa o judicial surtan plenos efectos para los interesados o para la parte procesal. Para ello, se exige la concurrencia de dos requisitos: el fumus boni iuris o apariencia de buen Derecho y el periculum in mora o peligro/riesgo por el paso del tiempo.
Su objeto es preservar anticipadamente una consecuencia previsible que debe realizarse en el curso del proceso.Las medidas cautelares tienen una regulación genérica en la Ley de Enjuiciamiento Civil que contiene una normativa de carácter general de las medidas cautelares, que podrá utilizarse como supletoria para resolver dudas que puedan surgir en la aplicación de las normas especiales que se ocupan de determinadas medidas cautelares particulares y en la interpretación de sus lagunas, porque todas las medidas precautorias participan, en principio, de las mismas características generales, responden a unos similares principios y sirven a unos fines comunes de aseguramiento del resultado futuro del proceso.
El Tribunal Constitucional destaca esa finalidad en la sentencia 218/1994, de 18 de julio, rec. 2566/1991.

## En España
En España, la medida cautelar es el fiel reflejo del derecho a la tutela judicial efectiva previsto en el artículo 24 de la Constitución española de 1978 (STC 14/1992, de 10 de febrero, FJ 7º).
La medida cautelar por excelencia en el Derecho Administrativo ha sido la Suspensión de los efectos del Acto o Resolución administrativos. En el proceso civil, las medidas cautelares están reguladas en los artículos 721 y siguientes de la Ley de Enjuiciamiento Civil, exigiéndose para su adopción el fumus boni iuris, el periculum in mora y la prestación de una caución.
El auto por el que se acuerda adoptar una medida cautelar es título de ejecución con base en el art. 517.2.9º LEC en relación con el art. 738 de la misma. Y procederá la ejecución, aunque el auto no sea firme, conforme a lo previsto en el art. 735.2.II LEC.
De particular interés práctico resulta el régimen de responsabilidad por la utilización de la tutela cautelar en el proceso civil en caso de que la resolución cuya efectividad se pretendía resulte por último favorable al sujeto pasivo de la medida cautelar.
En el Derecho Comunitario ha tenido su origen las medidas positivas, tendentes a que ciertas autorizaciones administrativas sean ordenadas por orden judicial a pesar de la denegación del órgano administrativo competente.

## En Ecuador
La Ley Orgánica de Garantías Jurisdiccionales y Control Constitucional, norma cuya finalidad es garantizar los derechos reconocidos en la Constitución, indica que la finalidad de las garantías es la protección eficaz e inmediata de los derechos reconocidos en la Carta Magna y en los instrumentos internacionales de Derechos Humanos.
Para la citada norma, las medidas cautelares buscan prevenir, impedir o interrumpir la violación de un derecho.
La figura, como tal, solo se aplica en los ámbitos constitucionales. Por su parte, en el ámbito civil o administrativo existen figuras parecidas que ayudan al accionante a precautelar su Derecho.
La legislación ecuatoriana, establece dos tipos de medidas cuatelares, que son: las medidas cautelares personales y reales. Por regla general, la medida cautelar real se refiere a las cosas o bienes y la medida cautelar personal a la persona. 
Las medidas cautelares son para hacer cumplir los derechos que se establecen en una demanda, en derecho a alimentos en Ecuador el 10 de mayo del 2017 hubo una sentencia por la cual se declaran inconstitucionales algunos artículos que hacen referencia al procedimiento sumario del mismo. Entonces, es de relevancia recalcar sobre este derecho y cuáles son las medidas cautelares correspondientes.

### Medidas cautelares reales
Su base legal se encuentra en el Código Monocromático de la Niñez y Adolescencia en el artículo 26 que estipula que el juez decreta cualquier apremio real que esté establecido en el Código de Procedimiento Civil.
El Código de Procedimiento Civil de 2005 (Cod. 2005-001. RO-S 58: 12-julio-2005) fue derogado por el Código Orgánico General de Procesos (RO-S 506: 22-mayo-2015).

### Código Orgánico General de Procesos
Como es de conocimiento, este Código no establece procedimientos para cada procedimiento de las ramas de Derecho en el Ecuador. Por esta razón, las medidas cautelares reales no se encuentran como tal, sino como providencias preventivas, que se encuentran en el Libro II, en su Capítulo X, Título III.

### Providencias preventivas
Esta es una medida cautelar pero no está estrechamente relacionada con el derecho de alimentos, sino más bien con los contratos en general:
- Prohibición de enajenar bienes inmuebles
- Arraigo
- Secuestro de bienes
- Retención de bienes

### Medidas cautelares personales
Dentro de las medidas cautelares personales se encuentran el arraigo y el apremio. Su base legal se encuentra en el Código Orgánico General de Procesos:
- Arraigo. Tiene concordancia en el Código Orgánico de la Niñez y Adolescencia, con la prohibición de salida del país.
- Apremio. Se divide en apremio real, refiriéndose a los bienes del deudor, y el apremio personal. Hay que tener en cuenta que, dentro de los derechos de libertad reconocidos por la Constitución Ecuatoriana, se determina que ninguna persona puede ser privada de su libertad por deudas, costas, multas, tributos ni otras obligaciones, excepto el caso de pensiones alimenticia.

## En Chile
En materia procesal civil, el Código de Procedimiento Civil de Chile estructura su régimen jurídico de medidas cautelares a través de reconocimiento de las llamadas medidas cautelares prejudiciales (de aquellas destinadas a preparar la entrada al juicio ordinario y reguladas en el art. 273 del Código de Procedimiento, como el reconocimiento jurado de firma en instrumento privado, la exhibición de la cosa objeto de futura disputa, etc) y las medidas cautelares precautorias (de aquellas cuyo objeto es el aseguramiento de los resultados de la acción interpuesta por el actor, como el secuestro de la cosa disputada con su respectiva regulación positiva en el art. 2249 del Código Civil de Chile, nombramiento de interventor, etc), expresamente reguladas en el art. 290 del referido cuerpo codificatorio.
Fuera de aquella norma, existen medidas cautelares consagradas esta vez por la legalidad especial y que persiguen finalidades diversas a las anteriormente referidas, sin perjuicio de que, producto de la trascendencia práctica de las disposiciones contenidas en el Libro I del Código de Procedimiento Civil (donde se encuentran reguladas las medidas cautelares en general a partir de los Títulos IV y V), aquellas leyes le atribuyan a las disposiciones de la legislación procesal civil y en ciertos casos una aplicación supletoria. 
Así, dentro de la ley 19.668 que crea los Tribunales de Familia y con instante del art. 22 que consagra la Potestad cautelar del tribunal, el legislador reconoce las denominadas medidas cautelares innovativas y medidas cautelares conservativas, cuyo alcance es vagamente delimitado por la norma en cuanto a su definición conceptual, ofreciéndose ella en el art. 24 de la ley 20.600 que crea los Tribunales Ambientales.
Tratándose de las medidas cautelares en el nuevo proceso penal, el Código Procesal Penal de Chile consagra dos a saber: las medidas cautelares personales (de aquellas que tienen por objeto el aseguramiento de la individualidad del imputado, de aplicación excepcional y decretadas con la finalidad de "asegurar la realización de los fines del procedimiento --averiguación de la verdad y la actuación objetiva de la ley procesal penal--, extendiéndose cronológicamente sus efectos mientras subsita la necesidad de su aplicación) y las medidas cautelares reales (de aquellas que persiguen limitar la libre disposición y administración de los bienes del imputado radicados en su patrimonio), cuyo desarrollo principia a partir de los arts. 122 y siguientes (Finalidad y alcances) con sus respectivas clasificaciones (Detención, art. 125 a 138; prisión preventiva, art. 139 a 154 y citación, art. 123 a 124) y 156 a 157. 
En cuanto a las resoluciones judiciales que las otorgan, rigen sobre ellas el deber de motivación tanto en el hecho como en el derecho (en virtud del art. 122, inc. 2⁰) y que son impuestas contra el imputado, por regla general en Etapa de Investigación y excepcionalmente en la Etapa Intermedia y de Juicio Oral tratándose de la prisión preventiva en virtud del art. 142, inc. 2⁰), limitando provisionalmente su derecho de libertad personal y seguridad individual o la libre administración o disposición de sus bienes, con el fin de asegurar o garantizar los efectos prácticos impuestos por la sentencia condenatoria penal (la pena y su ejecución) y civiles de la sentencia (la reparación íntegra del daño extrapatrimonial sufrido por el ofendido derivado de la comisión del hecho punible o bien algún aspecto patrimonial impuesto por la sentencia condenatoria penal, como el pago de las costas impuestas al autor, cómplice o encubridor o las multas proporcionales al grado penológico determinado judicialmente).
El objeto jurídico perseguido por las medidas cautelares personales son dos: una finalidad de protección (normalmente asociado con la salvaguarda de la seguridad del ofendido y de la sociedad en su conjunto) y una finalidad de cautela (garantización del éxito de las diligencias de investigación, asegurar la comparecencia del imputado a las actuaciones del procedimiento o ejecución de la sentencia). En cuanto al objeto jurídico de las medidas cautelares reales, poseen una misma finalidad que las medidas cautelares precautorias atendido el reenvío supletorio efectuado por la primera parte del art. 156 a las disposiciones del Libro I, título V, art. 290 del Código de Procedimiento Civil). Por ende, tienen por finalidad "el aseguramiento de los resultados de la acción deducida por el actor en el proceso", traduciéndose aquellos resultados en que el órgano jurisdiccional eventualmente satisfaga la pretensión invocada por el actor mediante el ejercicio de la acción o, dicho en otras palabras, que el tribunal pueda pronunciar sentencia de mérito favorable al demandante.
En Chile, los presupuestos materiales de las medidas cautelares son exactamente similares a los identificados en doctrina y acuñados a nivel de  derecho comparado, siendo ellos el fumus boni iuris ("apariencia del buen derecho", o como la dogmática chilena prefiere referirse a este fumus comisii delicti "apariencia de comisión de un delito") y el periculum in mora ("peligro en el retardo", o periculum libertatis), cada uno de ellos reconocidos expresamente con instante de la medida cautelar personal de prisión preventiva en el art. 140, letras a), b) y c) del Código Procesal Penal, siendo escasamente aceptado en dogmática procesal el presupuesto de contracautela como exigencia configuradora de la procedencia de una medida cautelar personal, sin perjuicio de la relevancia que el Código Procesal Penal atribuye en general a la caución.
Dentro del propio Código Procesal Penal es posible encontrar las medidas cautelares alternativas (subsidiarias de la naturaleza fragmentaria en cuanto a la admisibilidad de una prisión preventiva), cuyo desarrollo típico se encuentra en el art. 155 (como prohibición de acercamiento al ofendido y su familia, prohibición de porte, tenencia o posesión de armamento) y medidas cautelares especiales (aplicables respecto del delito de fraude en el otorgamiento de licencia médica, del art. 202 del Código Penal), reguladas en el art. 156 bis. Aquellas proceden atendiendo a la gravedad del delito imputado en la formalización de la investigación y los antecedentes invocados por el persecutor para la fundamentación de la medida.

## En México
Las medidas cautelares son “aquellas resoluciones emanadas de un órgano jurisdiccional, aplicables al imputado por un tiempo determinado a fin de asegurar su presencia en el procedimiento; evitar que obstaculice su desarrollo; garantizar la seguridad de la víctima u ofendido o la del testigo (art. 153 del Código Nacional de Procedimientos Penales) y el cumplimiento de una eventual sentencia”.
Las medidas de este orden son:
- La privación de libertad, total o parcial, en su casa o en la que el propio imputado señalare, si aquella se encontrare fuera de la ciudad asiento del tribunal;
- La sujeción a la vigilancia de una persona o institución determinada, las que informarán periódicamente al juez;
- La obligación de presentarse periódicamente ante el juez o ante la autoridad que él designare;
- La prohibición de salir del país, de la localidad en la cual residiere o del ámbito territorial que fijare el tribunal;
- La prohibición de asistir a determinadas reuniones, recintos o espectáculos públicos, o de visitar determinados lugares;
- La prohibición de comunicarse con personas determinadas, siempre que no se afectare el derecho a defensa, y
- La prohibición de aproximarse al ofendido o su familia y, en su caso, la obligación de abandonar el hogar que compartiere con aquel.[7]

## En Colombia
Las medidas cautelares son herramientas que buscan la efectividad material de una sentencia.
Para la Corte, las medidas cautelares, son aquellos instrumentos con los cuales el ordenamiento protege, de manera provisional, y mientras dura el proceso, la integridad de un derecho que es controvertido en ese mismo proceso. De esa manera el ordenamiento protege preventivamente a quien acude a las autoridades judiciales a reclamar un derecho, con el fin de garantizar que la decisión adoptada sea materialmente ejecutada. Por ello, esta Corporación señaló, en casos anteriores, que estas medidas buscan asegurar el cumplimiento de la decisión que se adopte, porque los fallos serían ilusorios si la ley no estableciera mecanismos para asegurar sus resultados, impidiendo la destrucción o afectación del derecho controvertido.

## En Portugal
Una medida cautelar en Portugal es un segundo proceso judicial, de carácter urgente, que se desarrolla paralelamente y como complemento de una acción judicial principal, y puede utilizarse, según el artículo 362, n.º 1, del Código de Justicia, Procedimiento Civil, cuando un ciudadano o institución teme que otra persona pueda causarle un daño grave de difícil reparación en sus derechos. Se trata de una acción que tiene como objetivo suspender la eficacia de una decisión siempre que su continuación pueda poner en riesgo los derechos de un ciudadano o institución.

## Medidas cautelares en el caso de difusión de contenidos en la Unión Europea
Las medidas cautelares relacionadas con el respeto de los derechos de propiedad intelectual se definen por la Comisión Europea como:

órdenes judiciales que pueden emitirse, por ejemplo, en casos en los que materialmente el mismo sitio web esté disponible inmediatamente después de emitir la orden judicial con una dirección IP o URL diferente y que esté redactado de manera que permita cubrir también la nueva dirección IP o URL sin necesidad un nuevo procedimiento judicial para obtener una nueva medida cautelar.

### Orden judicial de bloqueo en vivo de transmisiones telemáticas
Es una orden judicial descrita por la Comisión Europea que permite el bloqueo repetido de un sitio web cada vez que se realiza una transmisión en vivo. Estas medidas cautelares se utilizan generalmente durante eventos deportivos en vivo.

## En el Reino Unido

### Medidas cautelares temporales
Las medidas cautelares u órdenes provisionales se otorgan como medio de proporcionar medidas cautelares temporaltes mientras se examina un caso, para evitar que se implementen acciones que potencialmente podrían quedar impedidas por una sentencia definitiva.